# راسلمينيا 38
راسلمينيا 38 (بالإنجليزية: WrestleMania 38)‏ هو عرض مصارعة محترفة من فئة الدفع مقابل المشاهدة وهو العرض الثامن والثلاثين من سلسلة عروض الراسلمينيا. سيعرض في 3 أبريل 2022 في تكساس.

## وصلات خارجية
- الموقع الرسمي